# Hàm nhân tính hoàn toàn
Trong lý thuyết số, hàm nhân tính hoàn toàn hay hàm nhân tính toàn bộ là một hàm số học giữ lại phép nhân giữa hai số bất kỳ. Nói cách khác, hàm số f định nghĩa trên tập số nguyên dương được gọi là nhân tính hoàn toàn nếu nó thỏa f(ab) = f(a)f(b) với mọi số nguyên dương a, b.
Nếu hàm số học f thỏa f(ab) = f(a)f(b) với mọi số nguyên dương a, b nguyên tố cùng nhau thì nó được gọi là hàm nhân tính. Ngoài ngữ cảnh lý thuyết số, thuật ngữ "hàm nhân tính" thường dùng để chỉ hàm nhân tính hoàn toàn.

## Định nghĩa
Một hàm nhân tính hoàn toàn (hay hàm nhân tính toàn bộ) là một hàm số học (hàm số có tập xác định là tập số tự nhiên) f, sao cho
f(ab) = f(a)f(b)
với mọi số nguyên dương a, b.
Trong trường hợp f(1) = 0 thì ta có f(a) = 0 với mọi số tự nhiên a. Nếu f(1) ≠ 0 thì do f(1) = (f(1))2, ta suy ra f(1) = 1.

### Định nghĩa đại số
Định nghĩa trên có thể viết lại bằng ngôn ngữ của đại số trừu tượng: một hàm nhân tính hoàn toàn là một đẳng cấu từ monoid (Z+, ⋅) (tức là, tập số nguyên dưới phép nhân) vào một monoid khác.

## Ví dụ
Ví dụ đơn giản nhất của hàm nhân tính hoàn toàn (ngoài hàm f(a) = 0 với mọi a) là một đơn thức với hệ số bằng 1: hàm số f(a) = an với n là một số dương bất kỳ. Khi ấy
f(bc) = (bc)n = bncn = f(b)f(c),
Một số ví dụ không tầm thường khác là hàm Liouville, đặc trưng Dirichlet, ký hiệu Jacobi và ký hiệu Legendre.

## Tính chất
Một hàm nhân tính hoàn toàn được xác định chỉ bởi giá trị của nó tại các số nguyên tố, một hệ quả từ định lý cơ bản của số học, phát biểu rằng mọi số tự nhiên đều có một và chỉ một phân tích ra thừa số nguyên tố. Cụ thể, nếu phân tích ra thừa số nguyên tố của n là n = pa1
1 pa2
2 … pak
k thì
f(n) = f(p
1)a
1
 f(p
2)a
2
 … f(p
k)a
k
.
Trong khi tích chập Dirichlet của hai hàm nhân tính là một hàm nhân tính, tích chập Dirichlet của hai hàm nhân tính hoàn toàn không nhất thiết là nhân tính hoàn toàn.
Một hàm số f là nhân tính hoàn toàn khi và chỉ khi nghịch đảo Dirichlet của nó là μ ⋅ f, trong đó μ là hàm Möbius.

### Tính phân phối
Hàm nhân tính hoàn toàn cũng thỏa mãn một tính chất phân phối. Nếu f là nhân tính hoàn toàn thì
{\displaystyle f\cdot (g*h)=(f\cdot g)*(f\cdot h),}
trong đó ⁎ ký hiệu tích chập Dirichlet và ⋅ là tích tại từng điểm. Một hệ quả của tính chất này là với mọi hàm nhân tính hoàn toàn f, ta có:
{\displaystyle f*f=\tau \cdot f,}
suy ra bằng cách thế g = h = 1, tức là hàm hằng với giá trị bằng 1. Ở đây τ là hàm ước số, trả về số ước của số nguyên dương n.

#### Chứng minh
Do f là hàm nhân tính hoàn toàn nên nếu d là ước của n thì
{\displaystyle f(n)=f\left(d\right)f\left({\frac {n}{d}}\right).}
Như vậy ta có
{\displaystyle {\begin{aligned}f\cdot \left(g*h\right)(n)&=f(n)\cdot \sum _{d|n}g\left(d\right)h\left({\frac {n}{d}}\right)\\&=\sum _{d|n}f(n)\cdot \left(g\left(d\right)h\left({\frac {n}{d}}\right)\right)\\&=\sum _{d|n}\left(f\left(d\right)f\left({\frac {n}{d}}\right)\right)\cdot \left(g\left(d\right)h\left({\frac {n}{d}}\right)\right)\\&=\sum _{d|n}\left(f\left(d\right)g\left(d\right)\right)\cdot \left(f\left({\frac {n}{d}}\right)h\left({\frac {n}{d}}\right)\right)\\&=(f\cdot g)*(f\cdot h).\end{aligned}}}

### Chuỗi Dirichlet
Hàm L của chuỗi Dirichlet nhân tính hoàn toàn thỏa
{\displaystyle L(s,a)=\sum _{n=1}^{\infty }{\frac {a(n)}{n^{s}}}=\prod _{p}{\biggl (}1-{\frac {a(p)}{p^{s}}}{\biggr )}^{-1}.}